# Наукова школа гідравлічного транспорту
Наукова школа гідравлічного транспорту (Україна) — наукова спільнота в Україні з дослідження проблем гідротранспорту рідких матеріалів та розробки технічних рішень для промисловості. Починає розвиватися у 1950-х роках. В різні роки представлена різними лідерами та науковцями.

## Формування Наукової школи гідравлічного транспорту
Наприкінці 1950-х років центром теоретичних та експериментальних досліджень в галузі гідравлічного транспорту стає відділ при Інституті гідромеханіки Академії наук України, яким керував професор М. О. Сілін (Ю. К. Вітошкін, В. М. Карасик, С. І. Криль), а також експериментальна станція гідротранспорту (тепер АТЗТ НВО «Хаймек») при Донецькому науково-дослідному вугільному інституті, очолювана проф. Н. Ю. Офенгенденом, (Ю. Ф. Власов, В. І. Гоштовт, Ю. Г. Світлий). Суттєвим внеском колективу у розвиток гідромеханізації було створення параметричного ряду вугільних насосів (В.І Нікітін, Н. Б. Трейнер, А. А. Цай).
З використанням камерних живильників на гідрошахті «Красноармійська» було створено першу в країні повномасштабну установку гідропідйому, а на шахті «6-Капітальна» — породний гідрокомплекс (М. О. Журжа, А. В. Заря, А. Ф. Корнелюк). Розробкою та вдосконаленням технологічних гідротранспортних систем на гідрошахтах Донбасу у той час займається колектив науковців Донецького політехнічного інституту, який очолював проф. В. Г. Гейєр, (В. І. Груба, Г. М. Тимошенко, В. В. Пак). Було створено і впроваджено у промисловість кілька потужних гідропідйомних комплексів з використанням ерліфтів.

## Розвиток Наукової школи гідравлічного транспорту
Наприкінці ХХ століття з розвитком технології водовугільного палива одним з пріоритетних напрямків гідротранспорту стає переміщення водовугільних суспензій. Передові позиції в цьому напрямку займає НВО «Гідротрубопровід» (О. С. Кондратьєв, Б. М. Бєлих) та його відділення: в Україні Донецьке (Ю. Ф. Власов, Ю. Г. Світлий), а в Росії Новокузнецьке (С. П. Костовецький, В.І Ільїчов, Г. Т. Тютіков). Результатом цієї роботи було створення дослівно-промислового трубопроводу Бєлово-Новосибірськ довжиною 262 км та річною продуктивністю по сухому вугіллю 3 млн т. В цьому плані окремі проблемні питання на рівні технічних рішень з пілотною установкою виконані спільно Донецьким відділенням науково-виробничого об'єднання «ВНИИГидротрубопровод» (Власов Ю. Ф., Карліна Т. В., Світлий Ю. Г.) і Донецьким національним технічним університетом (Єлішевич А. Т., Білецький В. С., Самойлік В. Г.).
Має місце тісна співпраця учасників Наукової школи гідравлічного транспорту з працівниками ряду НДІ, які вивчають дотичні проблеми, зокрема Інституту колоїдної хімії та хімії води імені А. В. Думанського НАН України, Інституту фізико-органічної хімії і вуглехімії імені Л. М. Литвиненка НАН України та ін.